# Aloe wilsonii
Aloe wilsonii är en grästrädsväxtart som beskrevs av Gilbert Westacott Reynolds. Aloe wilsonii ingår i släktet Aloe och familjen grästrädsväxter. Inga underarter finns listade i Catalogue of Life.